# London Underground 1996 Stock
De London Underground 1996 Stock (Type 1996) zijn metrostellen die bestemd zijn voor gebruik op deep level lijnen van de Londense metro. Ze worden ingezet op de Jubilee Line. De treinen zijn gebouwd bij GEC Alsthom-Metro Cammell en kwamen in 1997 in dienst. Het materieel is verwant aan de Type 1995 dat gebruikt wordt op de Northern Line. Deze treinen zijn enkele jaren eerder gebouwd in dezelfde fabriek.

## Beschrijving
De 1996 stock werd besteld om het tekort aan treinstellen ten gevolge van de verlenging van de Jubilee Line tussen Green Park en Stratford op te vangen. Doordat die verlening vertraging opliep, waren de treinstellen al afgeleverd en in dienst voordat het nieuwe lijngedeelte in 1999 gereed kwam. Besloten werd het bestaande materieel Type 1983 in zijn geheel te vervangen, ondanks dat het pas 15 jaar oud was. De reden was dat de deuren van die treinstellen vrij smal waren, wat ongunstig was voor de stationementstijden bij grote drukte. Ook was dat materieel storingsgevoelig.
Er is dikwijls verwarring tussen de levering en de ontwikkeling van de 1996 stock die op de Jubilee Line dienstdoet en de Type 1995 die op de Northern Line rijdt. De ontwikkeling van beide materieeltypes gebeurde gelijktijdig, de detailontwikkeling vond plaats bij Alstom in de werkplaatsen van Birmingham en Rugby. De eerste zes treinstellen werden gebouwd in Barcelona. Deze treinstellen rijden (bijna) volledig automatisch, op de deurbesturing na. Alleen de bestuurder kan de deuren openen en sluiten, als de deuren gesloten zijn, duurt het een seconde of drie voordat de trein rijdt.

## Verlenging en nabestelling
Oorspronkelijk werden er 59 zeswagentreinen geleverd, bestaande uit twee rug-aan-rug gekoppelde driewagenstellen. De twee helften kunnen alleen in een werkplaats ontkoppeld worden. Wegens de groei van het aantal passagiers op de Jubilee Line werd in 2005 besloten de treinen te verlengen tot 7-wagentreinen en er vier stuks bij te bestellen. De perrons waren al lang genoeg, wel moesten de perrondeuren van een aantal stations aan de nieuwe situatie worden aangepast. Vanaf 25 december 2005 was de Jubilee Line 3 dagen gesloten om de treinen te verlengen en de perrondeuren aan te passen. De extra rijtuigen werden in de nieuwe fabriek van Alstom in Santa Perpètua de Mogoda (in de buurt van Barcelona) gebouwd.

## Galerij

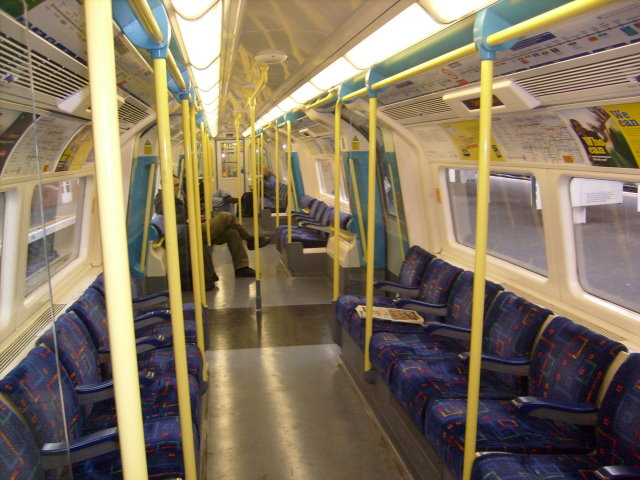
Type 1996 interieur na renovatie.
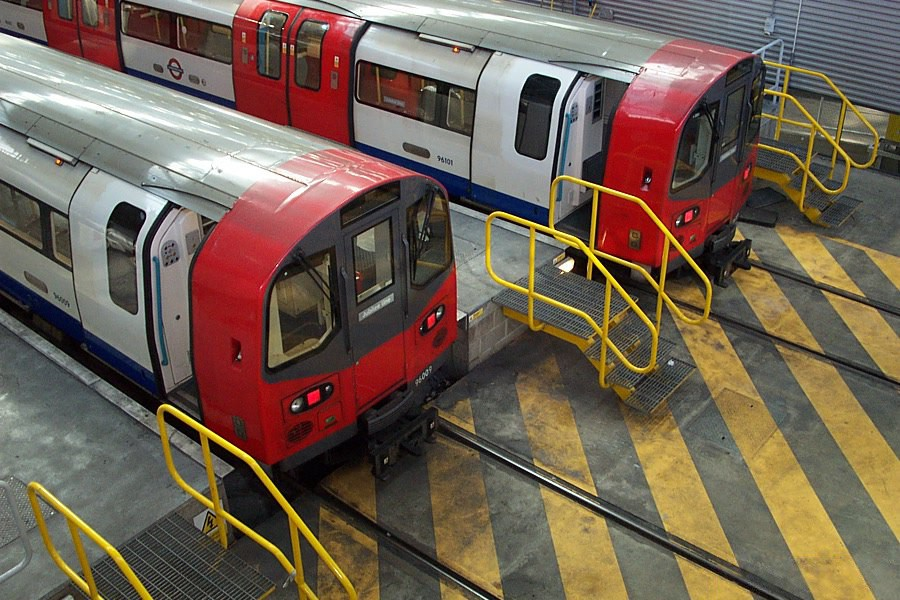
Twee treinstellen in depot Stratford Market
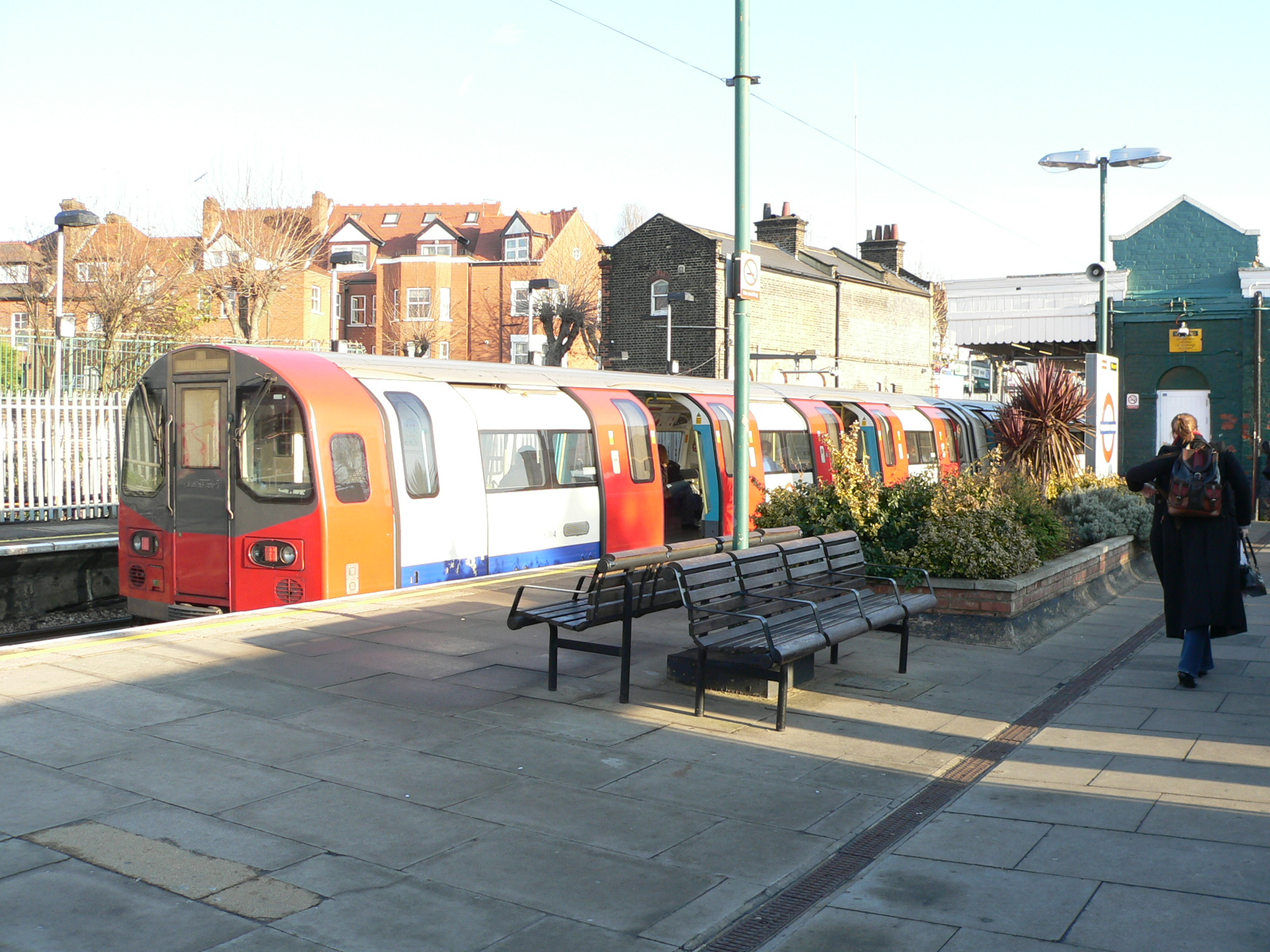
Station Willesden Green
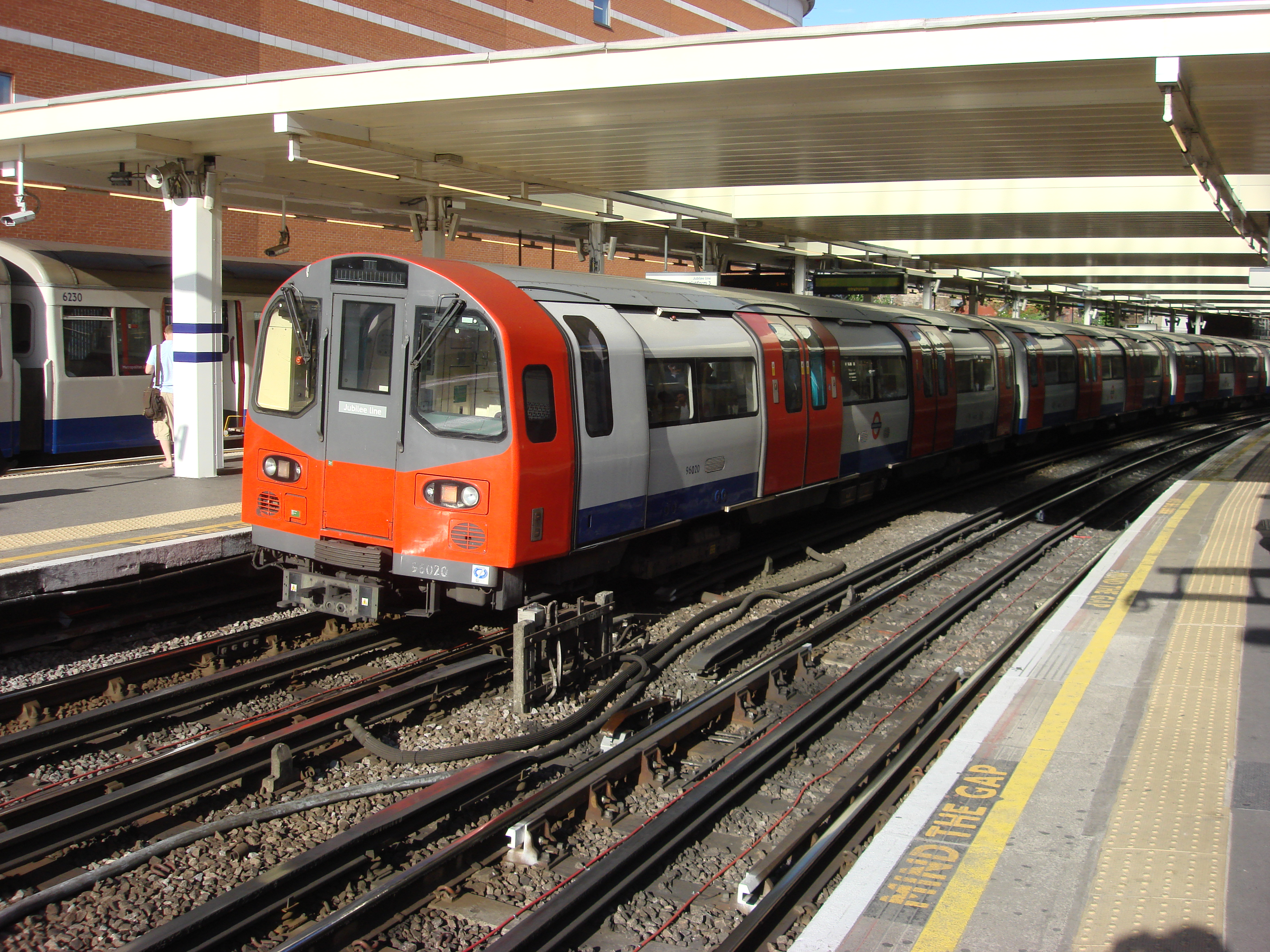
Type 1996 in station Finchley Road